# Émancé
Émancé ist eine französische Gemeinde mit 882 Einwohnern (Stand: 1. Januar 2022) im Département Yvelines in der Region Île-de-France. Sie gehört zum Arrondissement Rambouillet und zum Kanton Rambouillet. Die Einwohner werden Émancéens genannt.

## Geographie
Émancé liegt etwa 54 Kilometer westsüdwestlich von Paris und etwa neun Kilometer südwestlich von Rambouillet. Umgeben wird Émancé von den Nachbargemeinden Saint-Hilarion im Norden, Gazeran im Nordosten, Orphin im Osten und Südosten, Écrosnes im Süden, Épernon im Westen und Südwesten sowie Droue-sur-Drouette im Westen.

## Bevölkerungsentwicklung
| Jahr                      | 1962 | 1968 | 1975 | 1982 | 1990 | 1999 | 2006 | 2013 |
| Einwohner                 | 264  | 515  | 560  | 556  | 667  | 738  | 791  | 878  |
| Quelle: Cassini und INSEE |      |      |      |      |      |      |      |      |

## Sehenswürdigkeiten
- Kirche Saint-Remi-Sainte-Radegonde
- Schloss Montlieu
- Schloss Sauvage, 1905 erbaut, Monument historique

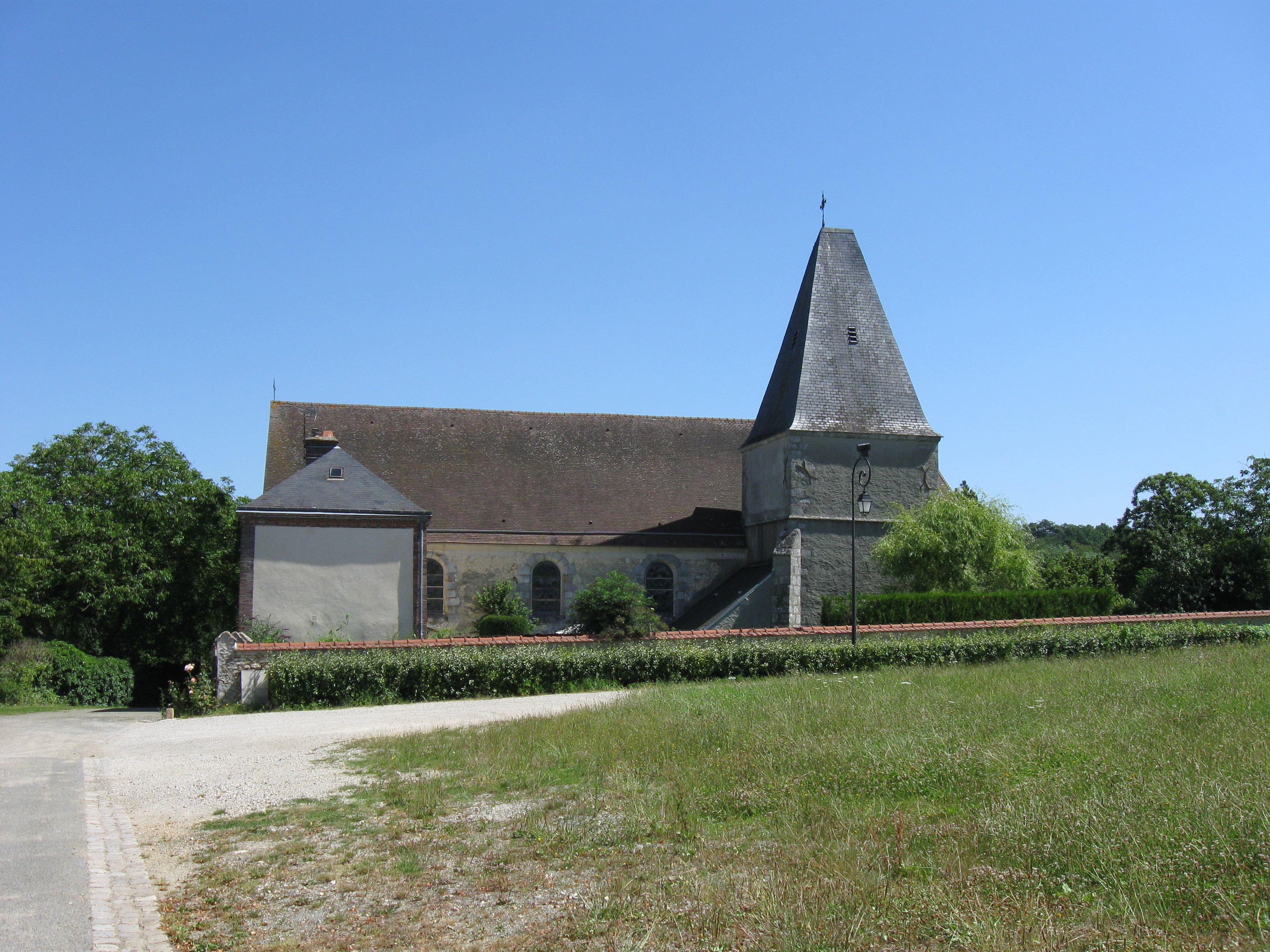
Kirche Saint-Remi-Sainte-Radegonde
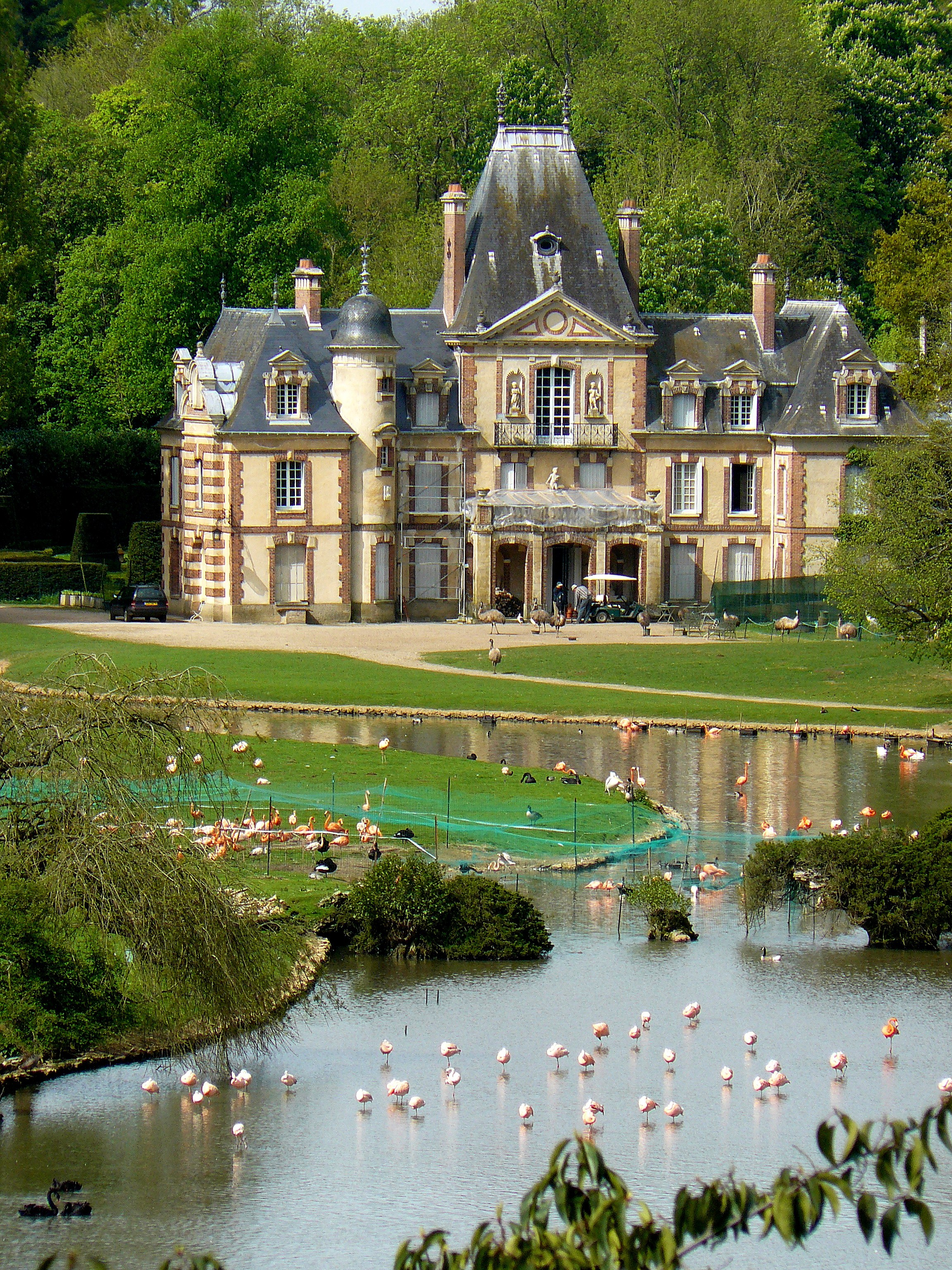
Schloss Sauvage